# Futbol'nyj Klub Rubin Kazan' 2008
Questa voce raccoglie le informazioni riguardanti il Futbol'nyj Klub Rubin Kazan' nelle competizioni ufficiali della stagione 2008.

## Stagione
Nella stagione 2008 il FK Rubin Kazan' ha disputato la Prem'er-Liga, massima serie del campionato russo di calcio, terminando il torneo al primo posto con 60 punti conquistati in 30 giornate, frutto di 18 vittorie, 6 pareggi e 6 sconfitte, vincendo il campionato russo per la prima volta nella sua storia. Il Rubin Kazan' conquistò la testa della classifica sin dall'inizio del campionato sfruttando la serie record di sette vittorie consecutive iniziali e mantenendola sino alla fine, grazie soprattutto a una solida difesa. Grazie a questo successo il Rubin Kazan' si qualificò all'edizione 2009-2010 della UEFA Champions League. Nell'autunno 2008 è sceso in campo a partire dal quinto turno della Kubok Rossii 2008-2009, raggiungendo nel corso della stagione 2009 la finale del torneo dove è stato sconfitto dal CSKA Mosca.

## Rosa
| N. |                       | Ruolo | Calciatore          |
| -- | --------------------- | ----- | ------------------- |
| 1  | Russia (bandiera)     | P     | Sergej Kozko        |
| 2  | Croazia (bandiera)    | D     | Stjepan Tomas       |
| 3  | Argentina (bandiera)  | D     | Cristian Ansaldi    |
| 4  | Brasile (bandiera)    | D     | Jefthon             |
| 5  | Uzbekistan (bandiera) | D     | Andrei Fyodorov     |
| 6  | Sudafrica (bandiera)  | C     | MacBeth Sibaya      |
| 7  | Russia (bandiera)     | C     | Sergej Semak        |
| 8  | Russia (bandiera)     | C     | Pëtr Gicelov        |
| 9  | Georgia (bandiera)    | D     | Lasha Salukvadze    |
| 10 | Russia (bandiera)     | C     | Andrej Kobenko      |
| 11 | Russia (bandiera)     | A     | Aleksandr Bucharov  |
| 14 | Ucraina (bandiera)    | A     | Serhij Rebrov       |
| 15 | Russia (bandiera)     | C     | Aleksandr Rjazancev |
| 16 | Ecuador (bandiera)    | C     | Christian Noboa     |
| 19 | Serbia (bandiera)     | A     | Savo Milošević      |
| 20 | Russia (bandiera)     | C     | Aleksej Rebko       |

| N. |                       | Ruolo | Calciatore         |
| -- | --------------------- | ----- | ------------------ |
| 21 | Russia (bandiera)     | A     | Roman Adamov       |
| 22 | Russia (bandiera)     | D     | Aleksandr Orechov  |
| 23 | Russia (bandiera)     | A     | Evgenij Baljajkin  |
| 24 | Kazakistan (bandiera) | D     | Alekseý Popov      |
| 26 | Moldavia (bandiera)   | A     | Alexandru Gațcan   |
| 27 | Georgia (bandiera)    | D     | Dato Kvirkvelia    |
| 29 | Georgia (bandiera)    | P     | Nuk'ri Revishvili  |
| 31 | Brasile (bandiera)    | D     | Gabriel            |
| 32 | Russia (bandiera)     | P     | Evgenij Cheremisin |
| 49 | Uzbekistan (bandiera) | C     | Vagiz Galiulin     |
| 54 | Russia (bandiera)     | A     | Vladimir Djadjun   |
| 61 | Turchia (bandiera)    | C     | Gökdeniz Karadeniz |
| 76 | Russia (bandiera)     | D     | Roman Šaronov      |
| 77 | Russia (bandiera)     | P     | Sergej Ryžikov     |
| 98 | Russia (bandiera)     | C     | Dmitrij Vasil'ev   |
| 99 | Turchia (bandiera)    | A     | Hasan Kabze        |

## Risultati

### Prem'er-Liga
| Mosca 16 marzo 2008 1ª giornata | Lokomotiv Mosca | 0 – 1 referto | Rubin | Stadio Lokomotiv |

| Kazan' 23 marzo 2008 2ª giornata | Rubin | 1 – 0 referto | Luč-Ėnergija | Stadio Centrale di Kazan' |

| San Pietroburgo 30 marzo 2008 3ª giornata | Zenit San Pietroburgo | 1 – 3 referto | Rubin | Stadio Petrovskij |

| Kazan' 5 aprile 2008 4ª giornata | Rubin | 2 – 1 referto | Tom' Tomsk | Stadio Centrale di Kazan' |

| Chimki 12 aprile 2008 5ª giornata | Chimki | 0 – 4 referto | Rubin | Stadio Rodina |

| Kazan' 20 aprile 2008 6ª giornata | Rubin | 1 – 0 referto | Amkar Perm' | Stadio Centrale di Kazan' |

| Mosca 25 aprile 2008 7ª giornata | Dinamo Mosca | 0 – 2 referto | Rubin | Stadio Dinamo (Mosca) |

| Kazan' 2 maggio 2008 8ª giornata | Rubin | 0 – 3 referto | Spartak Mosca | Stadio Centrale di Kazan' |

| Mosca 6 maggio 2008 9ª giornata | FK Mosca | 1 – 2 referto | Rubin | Stadio Ėduard Strel'cov |

| Nal'čik 10 maggio 2008 10ª giornata | Spartak-Nal'čik | 2 – 0 referto | Rubin | Respublikanskij stadion Spartak |

| Kazan' 15 maggio 2008 11ª giornata | Rubin | 1 – 1 referto | Šinnik | Stadio Centrale di Kazan' |

| Samara 5 luglio 2008 12ª giornata | Kryl'ja Sovetov Samara | 2 – 2 referto | Rubin | Stadio Metallurg (Samara) |

| Kazan' 16 luglio 2008 13ª giornata | Rubin | 0 – 0 referto | Saturn | Stadio Centrale di Kazan' |

| Groznyj 20 luglio 2008 14ª giornata | Terek Groznyj | 0 – 0 referto | Rubin | Stadio Sultan Bilimkhanov |

| Kazan' 26 luglio 2008 15ª giornata | Rubin | 0 – 0 referto | CSKA Mosca | Stadio Centrale di Kazan' |

| Vladivostok 3 agosto 2008 16ª giornata | Luč-Ėnergija | 1 – 1 referto | Rubin | Stadio Dinamo |

| Kazan' 10 agosto 2008 17ª giornata | Rubin | 4 – 1 referto | Zenit San Pietroburgo | Stadio Centrale di Kazan' |

| Tomsk 15 agosto 2008 18ª giornata | Tom' Tomsk | 1 – 2 referto | Rubin | Trud Stadium |

| Kazan' 23 agosto 2008 19ª giornata | Rubin | 2 – 0 referto | Chimki | Stadio Centrale di Kazan' |

| Perm' 31 agosto 2008 20ª giornata | Amkar Perm' | 1 – 2 referto | Rubin | Stadio Zvezda |

| Kazan' 14 settembre 2008 21ª giornata | Rubin | 1 – 0 referto | Dinamo Mosca | Stadio Centrale di Kazan' |

| Mosca 21 settembre 2008 22ª giornata | Spartak Mosca | 0 – 1 referto | Rubin | Stadio Lužniki |

| Kazan' 28 settembre 2008 23ª giornata | Rubin | 0 – 1 referto | FK Mosca | Stadio Centrale di Kazan' |

| Kazan' 4 ottobre 2008 24ª giornata | Rubin | 3 – 0 referto | Spartak-Nal'čik | Stadio Centrale di Kazan' |

| Jaroslavl' 18 ottobre 2008 25ª giornata | Šinnik | 0 – 2 referto | Rubin | Stadio Šinnik |

| Kazan' 25 ottobre 2008 26ª giornata | Rubin | 3 – 0 referto | Kryl'ja Sovetov Samara | Stadio Centrale di Kazan' |

| Ramenskoe 2 novembre 2008 27ª giornata | Saturn | 1 – 2 referto | Rubin | Saturn Stadium |

| Kazan' 9 novembre 2008 28ª giornata | Rubin | 1 – 3 referto | Terek Groznyj | Stadio Centrale di Kazan' |

| Mosca 16 novembre 2008 29ª giornata | CSKA Mosca | 4 – 0 referto | Rubin | Stadio Lužniki |

| Kazan' 22 novembre 2008 30ª giornata | Rubin | 1 – 2 referto | Lokomotiv Mosca | Stadio Centrale di Kazan' |

### Coppa di Russia
| Chabarovsk 5 agosto 2008 Quinto turno        | Smena K.N.A.         | 1 – 1 (d.t.s.) referto | Rubin | Stadion SKA DVO im. V. I. Lenina |
| \| \| \| \| \| \| Tiri di rigore 3 – 5 \| \| |                      |                        |       |                                  |
|                                              |                      |                        |       |                                  |
|                                              | Tiri di rigore 3 – 5 |                        |       |                                  |

| Kazan' 24 settembre 2008 Ottavi di finale    | Rubin                | 0 – 0 (d.t.s.) referto | Amkar Perm' | Stadio Centrale di Kazan' |
| \| \| \| \| \| \| Tiri di rigore 4 – 1 \| \| |                      |                        |             |                           |
|                                              |                      |                        |             |                           |
|                                              | Tiri di rigore 4 – 1 |                        |             |                           |

| Kazan' 15 aprile 2009 Quarti di finale | Rubin | 2 – 0 referto | Sibir' | Stadio Centrale di Kazan' |

| Mosca 6 maggio 2009 Semifinale | FK Mosca | 0 – 1 referto | Rubin | Stadio Ėduard Strel'cov |

| Arbitro: | Stanislav Suchina |

|  |           |               |
|  | Marcatori | Aldonin 90+1’ |

## Statistiche

### Statistiche di squadra
| Competizione           | Punti | In casa | In casa | In casa | In casa | In casa | In casa | In trasferta | In trasferta | In trasferta | In trasferta | In trasferta | In trasferta | Totale | Totale | Totale | Totale | Totale | Totale | DR  |
| Competizione           | Punti | G       | V       | N       | P       | Gf      | Gs      | G            | V            | N            | P            | Gf           | Gs           | G      | V      | N      | P      | Gf     | Gs     | DR  |
| ---------------------- | ----- | ------- | ------- | ------- | ------- | ------- | ------- | ------------ | ------------ | ------------ | ------------ | ------------ | ------------ | ------ | ------ | ------ | ------ | ------ | ------ | --- |
| Prem'er-Liga           | 60    | 15      | 8       | 3       | 4       | 20      | 12      | 15           | 10           | 3            | 2            | 24           | 14           | 30     | 18     | 6      | 6      | 44     | 26     | +18 |
| Kubok Rossii 2008-2009 | -     | 1       | 0       | 1       | 0       | 0       | 0       | 1            | 0            | 1            | 0            | 1            | 1            | 2      | 0      | 2      | 0      | 1      | 1      | -1  |
| Totale                 | -     | 16      | 8       | 4       | 4       | 20      | 12      | 16           | 10           | 4            | 2            | 25           | 15           | 32     | 18     | 8      | 6      | 46     | 28     | +18 |